# Glaskugelhaus Dresden
Das Glaskugelhaus Dresden befindet sich am Wiener Platz/Prager Straße in der Seevorstadt von Dresden, gegenüber dem Hauptbahnhof. Der Bau ist ein Haus in Kugelform,  eingebettet in zwei daneben befindliche Quaderbauten.

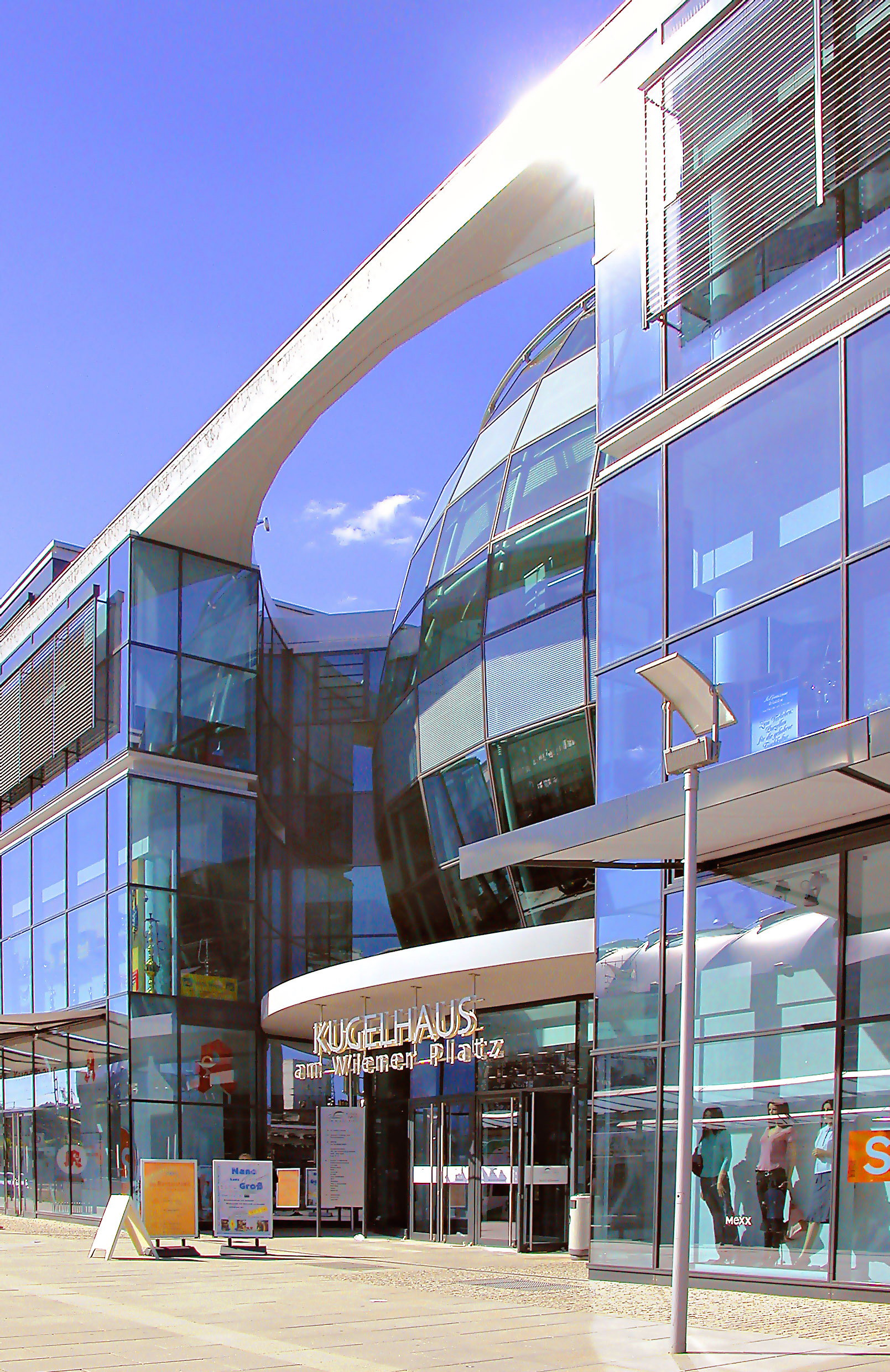
Kugelhaus am Wiener Platz, 2006

## Geschichte

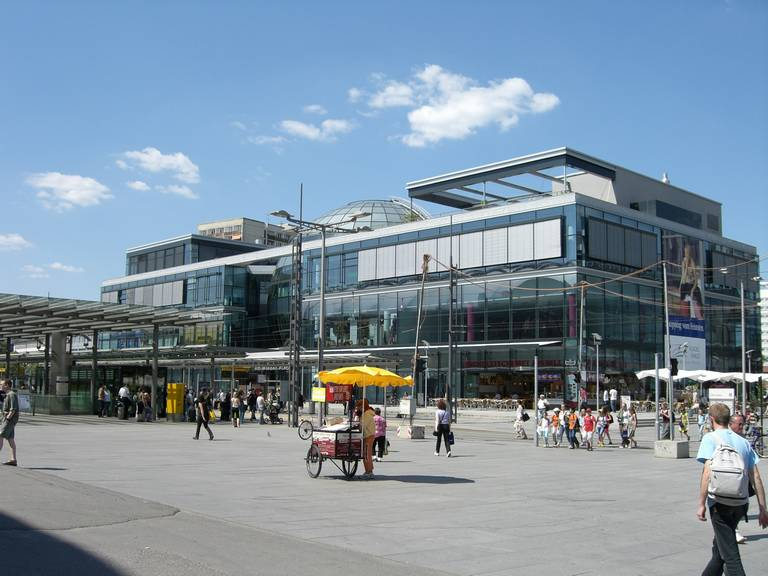
Gesamtansicht

Das Glaskugelhaus geht auf einen städtebaulichen Wettbewerb zum Wiener Platz im Jahr 1993 zurück. Den ersten Platz des Wettbewerbs errang das Kölner Architekturbüro Mronz und Kottmaier, das sechs aneinander gereihte kubische Häuser entwarf, die parallel zu den Gleisen des Dresdner Hauptbahnhofes stehen.
Dieser Entwurf wurde später durch das Büro Architekten am Körnerweg – Siegbert L. Hatzfeldt, Dresden und wmb Architekten überarbeitet, das die Kugel-Idee des Bauherren aufgriff. Das Architekturbüro Siegbert Langner von Hatzfeldt orientierte sich dabei an der Idee des Kugelhauses von 1928 am Großen Garten und setzte sie in Glas um. Der als freistehende Kugel entworfene Bau ist bei der Realisierung allerdings dann keine freistehende Kugel geworden: Der Kugelbau wird von zwei Kuben rechts und links flankiert. Nur das Obergeschoss der Glaskugel ist als freie klare Form erkennbar.
Am 13. September 2004 begann der Neubau des Kugelhauses. Ursprünglich als Wissenschaftszentrum geplant, das ebendiese einem breiten Publikum nahebringen sollte, stand jedoch bereits zu Beginn des 16-Millionen-Baus fest, dass es überwiegend kommerziell genutzt werden wird. Die Kugel allein bedeutete eine Investition von 2,5 Millionen Euro. Der Bau wurde am 30. Mai 2005 eröffnet.

## Beschreibung
Architektonisch gesehen hat das neue Kugelhaus nur bedingt etwas mit seinem Vorgänger zu tun, denn im neuen Gebäude wird die sechs Stockwerke hohe Kugel von zwei viergeschossigen Hauptgebäuden gerahmt, die in der vierten Etage durch ein freischwebendes Betonband verbunden sind.
Die Kugel ließ sich nur durch ein Stahlgerippe aus zweifach gebogenen Spezialrohren verwirklichen, in dem überwiegend flache Glasscheiben aufgebracht wurden. Eine entsprechende Beschichtung sorgt dafür, dass der Raum sich bei Sonneneinstrahlung nicht überhitzt.
Im Gegensatz zu den vorgelegten Entwürfen, so Bahr, fehle es dem Kugelbau an Transparenz und Präsenz, da er versteckt liege. Damit genügend Flächen für die kommerzielle Nutzung zur Verfügung stehen, wurden überdies die Geschossdecken im Inneren bis an die Glasflächen geführt, so dass der sphärische Raum im Inneren bis auf den Restaurantbereich im Obergeschoss praktisch nicht mehr erlebbar ist.

## Kritik
Falk Jaeger vertrat in der Sächsischen Zeitung die Meinung, die Kugelform sei „zu Recht ein seltener Bautypus“, während Bahr moniert: „das gesamte Ensemble … kommt über den Eindruck kommerzieller Effekthascherei nicht hinaus“.

## Fotos

Eingang Kugelhaus am Wiener Platz
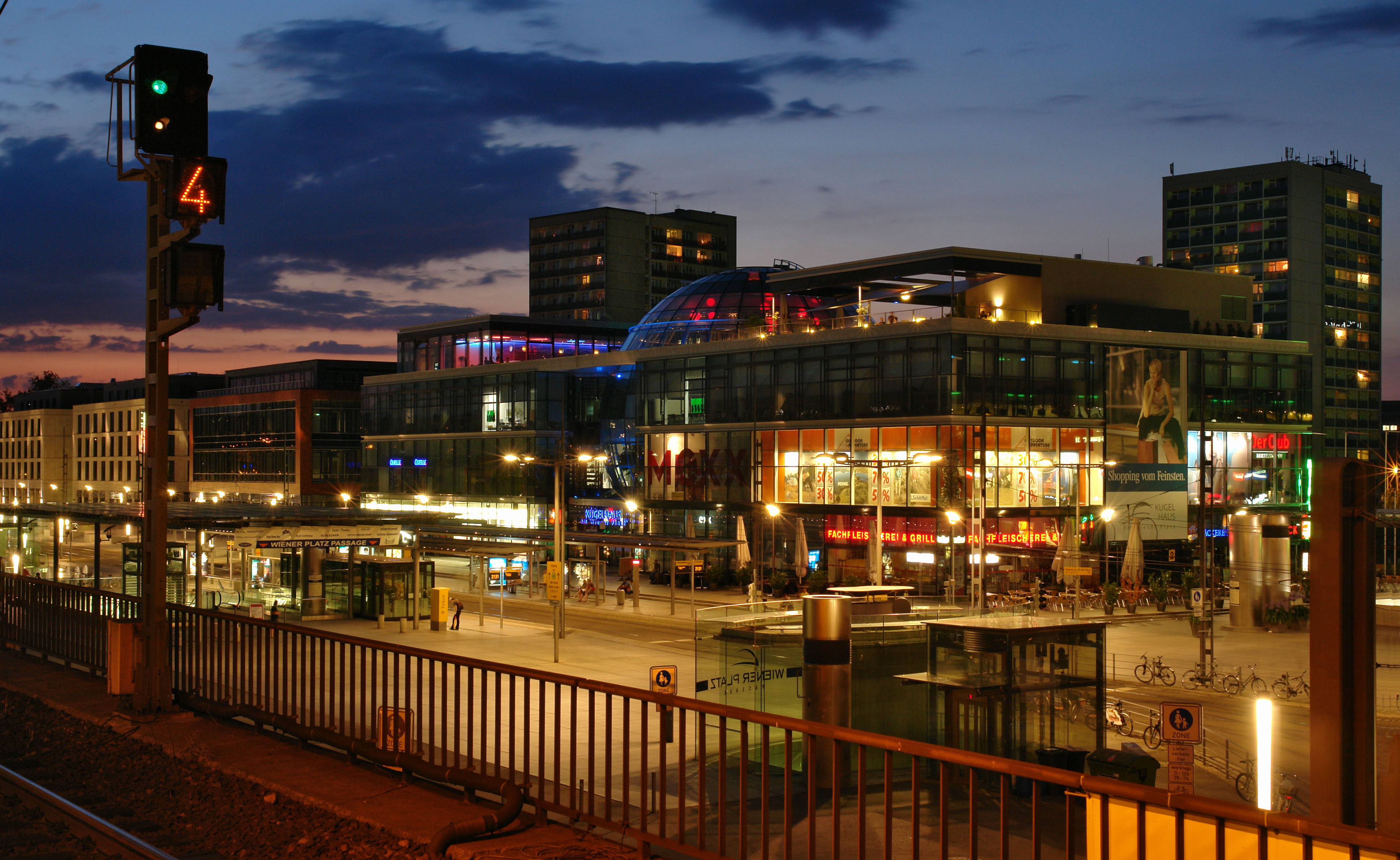
Das neue Dresdner Kugelhaus bei Nacht
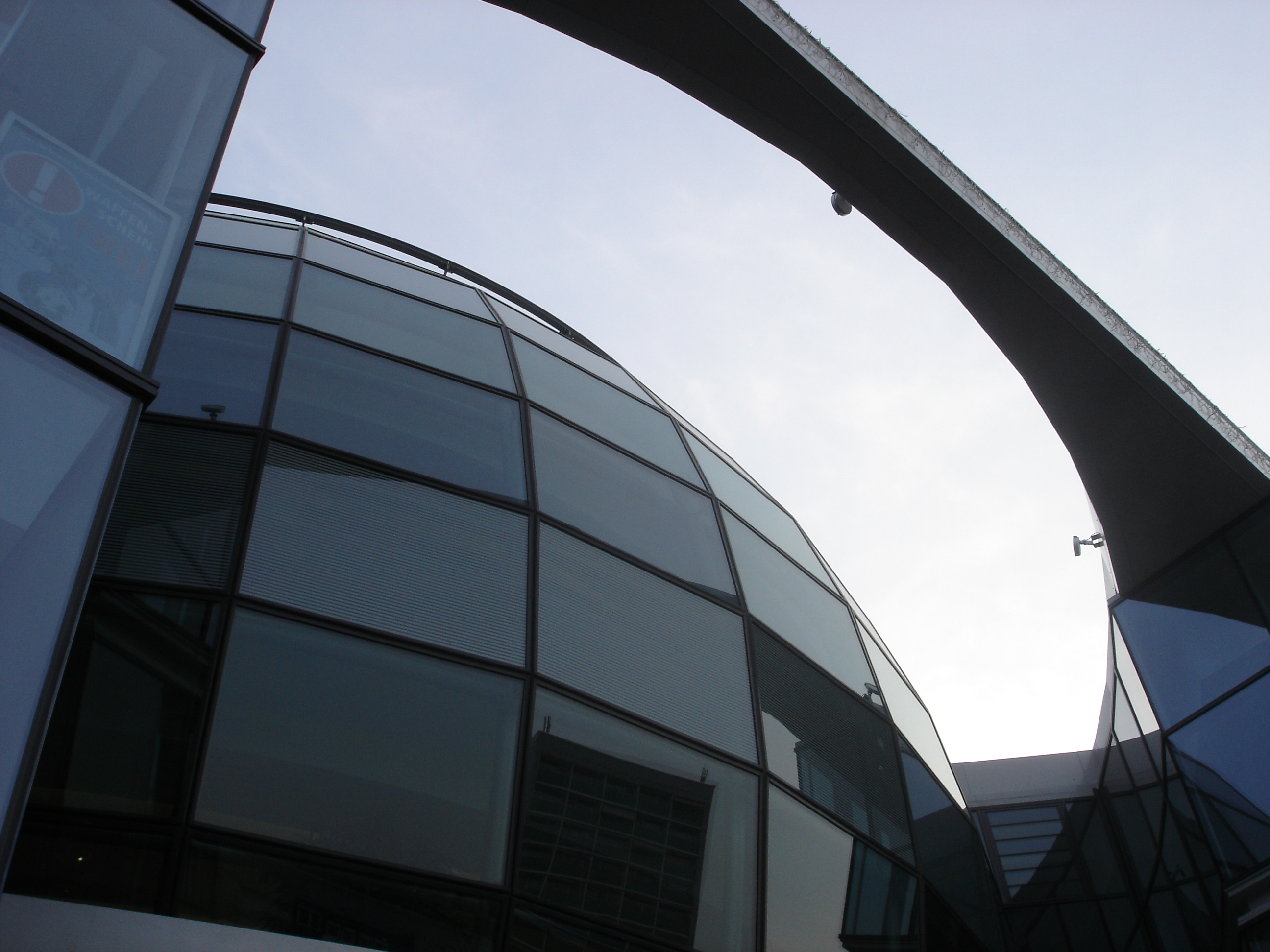
Glaskugelhaus
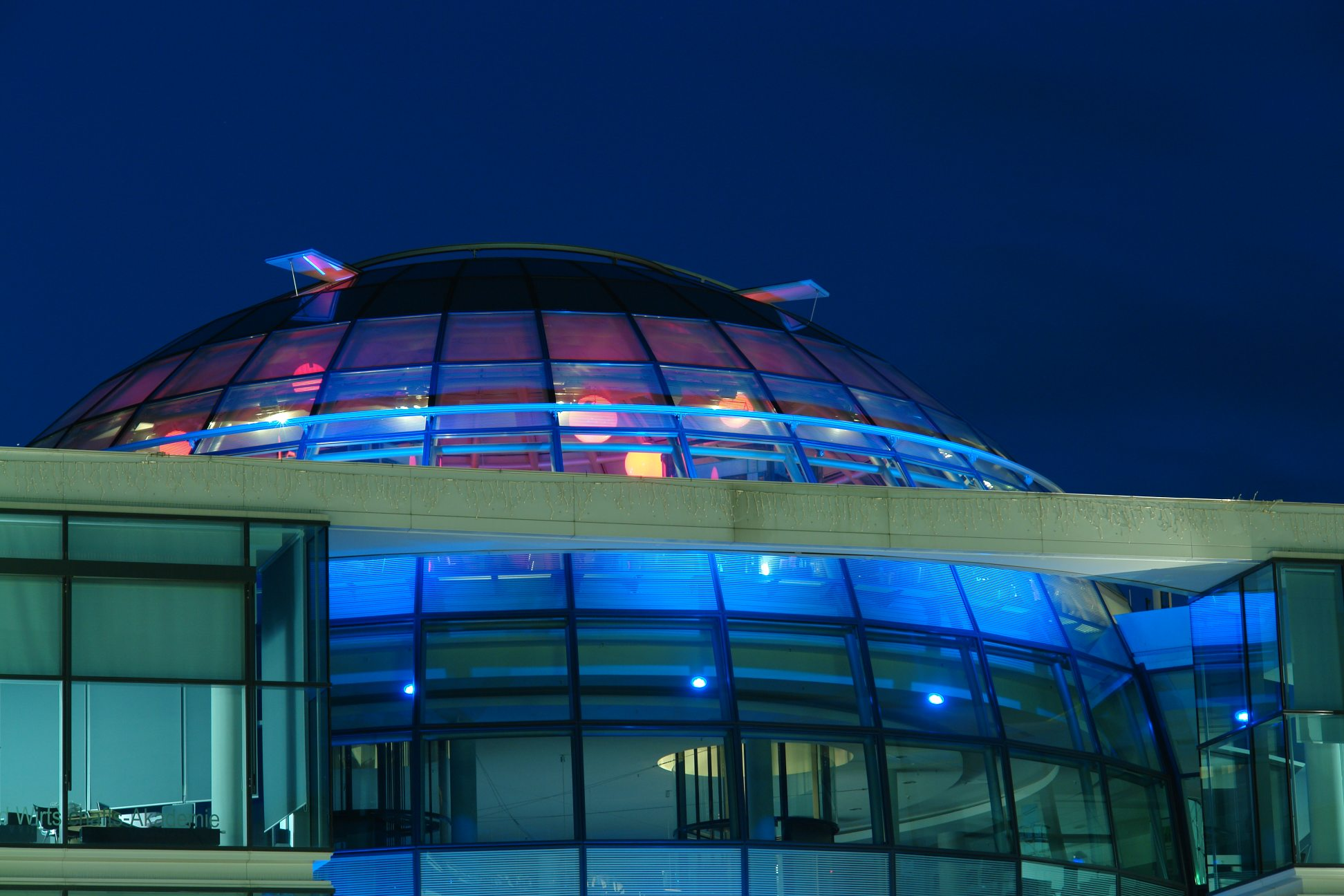
Glaskugelhaus bei Nacht